# علي الفيل
علي أحمد مهاب الفيل هو لاعب كرة قدم مصري يلعب لنادي مودرن فيوتشر في الدوري المصري الممتاز كمدافع.
لعب لسموحه

## سيرته الشخصية
علي الفيل من مواليد يوم 13 ديسمبر 1992 في مصر . بدأ مسيرته الكروية في نادي تليفونات بني سويف . في عام 2015 إنتقل إلى نادي حرس الحدود . في عام 2018، تم شراؤه من قبل نادي طلائع الجيش وفي عام 2022 إنتقل إلى نادي فيوتشر. في المجمل، لديه أكثر من مائة مباراة وثلاثة أهداف.

## الألقاب
- كأس الرابطة المصرية : 2022 مع ( نادي فيوتشر )
- كأس السوبر المصري :[1] 2020–21 مع (طلائع الجيش)